# (9003) Ralphmilliken
(9003) Ralphmilliken est un astéroïde de la ceinture principale.

## Description
(9003) Ralphmilliken est un astéroïde de la ceinture principale. Il fut découvert le 24 octobre 1981 à l'observatoire Palomar par Schelte J. Bus. Il présente une orbite caractérisée par un demi-grand axe de 2,78 UA, une excentricité de 0,07 et une inclinaison de 5,3° par rapport à l'écliptique.

## Compléments